# Матія Шаркич
Матія Шаркич (чорн. Матија Шаркић / Matija Šarkić, 23 липня 1997, Грімсбі — 15 червня 2024, Будва) — чорногорський футболіст, що грав на позиції воротаря.
Виступав, зокрема, за клуби «Віган Атлетік», «Бірмінгем Сіті» та «Вулвергемптон», а також національну збірну Чорногорії.

## Клубна кар'єра
Народився 23 липня 1997 року в місті Грімсбі. Вихованець юнацьких команд футбольних клубів «Андерлехт» та «Астон Вілла».
У дорослому футболі дебютував 2017 року виступами за команду «Віган Атлетік», у якій провів один сезон. 
Згодом з 2018 по 2021 рік грав у складі команд «Астон Вілла», «Стратфорд Таун», «Гавант енд Вотерлувілл», «Лівінгстон», «Вулвергемптон» та «Шрусбері Таун».
Своєю грою за останню команду привернув увагу представників тренерського штабу клубу «Бірмінгем Сіті», до складу якого приєднався на умовах оренди 2021 року. Відіграв за команду з Бірмінгема наступний сезон своєї ігрової кар'єри. Більшість часу, проведеного у складі «Бірмінгем Сіті», був основним голкіпером команди.
У 2022 році повернувся до клубу «Вулвергемптон». Цього разу провів у складі його команди один сезон. 
Протягом 2023 року захищав кольори клубу «Сток Сіті».
Завершив ігрову кар'єру у команді «Міллволл», за яку виступав протягом 2023—2024 років.
| Дата       | Місто     | Господарі  | Результат | Гості              | Турнір            | Голи | Примітки |
| ---------- | --------- | ---------- | --------- | ------------------ | ----------------- | ---- | -------- |
| 19-11-2019 | Подгориця | Чорногорія | 2 – 0     | Білорусь           | товариський матч  | -    |          |
| 4-9-2021   | Ейндговен | Нідерланди | 4 – 0     | Чорногорія         | Відбір до ЧС 2022 | -4   |          |
| 11-10-2021 | Осло      | Норвегія   | 2 – 0     | Чорногорія         | Відбір до ЧС 2022 | -2   |          |
| 13-11-2021 | Подгориця | Чорногорія | 2 – 2     | Нідерланди         | Відбір до ЧС 2022 | -2   |          |
| 16-11-2021 | Подгориця | Чорногорія | 1 – 2     | Туреччина          | Відбір до ЧС 2022 | -2   |          |
| 20-11-2022 | Любляна   | Словенія   | 1 – 0     | Чорногорія         | товариський матч  | -1   |          |
| 20-6-2023  | Подгориця | Чорногорія | 1 – 4     | Чехія              | товариський матч  | -4   |          |
| 25-3-2024  | Бозтепе   | Чорногорія | 1 – 0     | Північна Македонія | товариський матч  | -    |          |
| 5-6-2024   | Брюссель  | Бельгія    | 2 – 0     | Чорногорія         | товариський матч  | -2   |          |
| Усього     |           | Матчів     | 9         |                    | Голів             | -17  |          |